# Tzeltal
Gli tzeltal sono il più numeroso gruppo indigeno situato principalmente sulle alture della regione di Los Altos, nello stato messicano del Chiapas. Sono uno dei principali gruppi etnici Maya e parlano una lingua che appartiene al sottogruppo Tzeltalan delle lingue maya. Molti tzeltal vivono in comunità divise in circa venti comuni, con un sistema messicano denominato "usos y costumbres" che cerca di rispettare autorità e politica tradizionali indigene. Le donne vestono spesso i tradizionali huipil e gonne nere, mentre gli uomini non utilizzano più, in genere, gli abiti caratteristici. La religione tzeltal integra sincreticamente tratti del cattolicesimo e del culto nativo. Sciamanesimo e medicina tradizionale sono tuttora praticati. Molti vivono di agricoltura e/o artigianato, soprattutto nel tessile.

## Origine e storia
Gli tzeltal sono uno dei popoli discendenti dei Maya, che fu una delle prime e più grandi culture mesoamericane. Questo gruppo ha lasciato una grande quantità di siti archeologici quali Tikal e Palenque, ed il gruppo linguistico Maya è uno dei più numerosi tra quelli americani, diviso in Huastechi, Yucatechi, Maya orientali ed occidentali. La civiltà Maya raggiunse il culmine durante il periodo Classico della cronologia mesoamericana, ma tra il 900 ed il 1200 visse un periodo di declino che portò alla creazione di città-stato più piccole e in lotta tra loro, il che portò al quasi totale abbandono delle città nel XV secolo. Non si è ancora scoperto perché la civiltà Maya sia collassata. A partire da questo momento, ogni gruppo formato da persone che parlavano lo stesso dialetto maya divenne una cultura a sé stante, anche se legata alle altre. Gli spagnoli conquistarono il territorio maya nella prima metà del XVI secolo, compresa la zona che oggi è nota come Chiapas. Fondarono la città di San Cristóbal de Las Casasche si trova al limite del territorio tzeltal soggiogando gli tzeltal al sistema delle encomienda tramite il pagamento di tributi. Per buona parte del periodo coloniale, fino alla rivoluzione messicana, questo ed altri gruppi indigeni furono obbligati a lavorare nelle miniere, nei mulini e nelle hacienda di stato quasi senza paga. Anche nel XX secolo l'emarginazione economica e politica rimase grave, culminando nella rivolta zapatista del 1994, a cui parteciparono molti tzeltal assieme ad altri gruppi indigeni.
A metà del XX secolo la popolazione della regione ebbe un incremento che rese scarse le risorse a disposizione. A partire dagli anni trenta molti tzeltal, assieme ad altri popoli indigeni ed ai mestizo, sono migrati dalle alture alla giungla Lacandon. Questi migranti giunsero nella giungla nel tentativo di pulire la foresta, coltivare campi ed allevare bestiame. Oggi esistono gruppi di tzetzal nelle terre basse che vivono assieme a persone provenienti da altri gruppi etnici. Questo processo di pulizia della giungla al fine di creare nuovi insediamenti per gli indigeni delle alture del Chiapas è proseguito con il supporto degli zapatisti, generalmente supportati a loro volta dagli tzetal, il che li ha posti in conflitto con gli abitanti nativi di Lacandon e con i gruppi ambientalisti.

## Gli tzeltal oggi

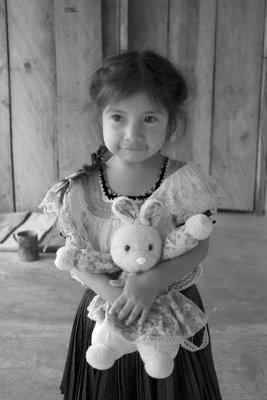
Ragazza tzeltal di Amatenango

Gli tzeltal si autodefiniscono Winik atel, che significa "Uomini lavoratori" nella loro lingua, o "batzil'op" o "quelli della parola originale" facendo riferimento alla tradizione orale Maya. Sono considerati il più grande gruppo etnico del Chiapas grazie alle 278 577 persone di almeno 5 anni che parlano la lingua tzeltal, secondo il censimento del 2000, e con una stima totale di 500 000, che rappresenta il 34,41% della popolazione indigena totale del Chiapas. Sono seguiti dai parenti stretti Maya tzotzil, che come loro abitano nella regione di Los Altos vicino a San Cristóbal. Il territorio tradizionale degli tzeltal si trova a nord-est e sud-est di San Cristóbal nei comuni di San Juan Cancuc, Chanal, Oxchuc, Tenejapa, Altamirano, Sitalá, Socoltenango, Yajalón, Chilón, Ocosingo, Amatenango del Valle e Aguacatenango. Il territorio tzeltal confina con quello degli Tzotzil ad ovest, con i Ch'ol a nord ed a nord-est e con i Tojolabal a sud-est. Gli tzetal distinguono i "Ladinos" (di lingua spagnola, solitamente una razza mista) da coloro che abitano le aree più rurali. Questa cosa è dovuta soprattutto ad una storia di oppressione socio-economica ed al conflitto col potere prima coloniale, e poi statale e federale. In ogni caso molte usanze tzeltal sono sopravvissute fino ai giorni nostri, il che ha favorito una solo limitata acculturazione allo stile europeo.
Molte comunità tzeltal sono governate tramite il concetto di "usos y costumbres" (usi e costumi) che tenta di permettere il mantenimento delle strutture sociali tradizionali indigene. Questa cosa è teoricamente rispettata a meno di conflitti con le leggi stabilite dalla Costituzione del Messico. Ci sono stati scontri tra gli Tzeltal e gli altri gruppi indigeni riguardo l'impoverimento delle donne, con molte donne che soffrono una grave povertà, bassi livelli di istruzione ed un accesso al potere molto limitato. Un caso recente ha coinvolto una Tzeltal di nome Cecilia Lopez di Oxchuc che si era candidata per il Partito Azione Nazionale nel 2009, ma il cui nome fu rimosso dalla lista.

## Lingua tzeltal
Il gruppo linguistico maya occidentale è predominante nel Chiapas, e la sua varietà più comune è nota come tzeltal, assieme alla tzotzil. Le due lingue fanno parte della suddivisione Tzeltalan e sono molto legate tra loro. Si stima che si siano separate attorno al 1200. Queste due varianti sono legate ad altre lingue maya occidentali dello Stato, tra cui la chontal, la ch'ol, la tojolabal, la chuj, la q'anjob'al, la Acatec, la jakaltek e la motozintlec . La lingua tzeltal è concentrata in 20 dei 111 comuni del Chiapas, con i suoi due principali dialetti: quello delle terre alte (Oxchuc) e quello delle terre basse (Bachajonteco). Molti ragazzini sono bilingui e parlano sia tzeltal che spagnolo, mentre molti dei loro nonno parlano solo lo tzeltal.

## Sistema sociale e religione
La principale regione tzeltal è divisa in tre zone: nord, centro e sud, con alcune differenze demografiche e culturali. Le donne si distinguono grazie alle gonne nere con una cintura in lana e bluse di cotone non tinto ricamate di fiori. Le loro capiglaiture sono fermate con nastri e coperte da un tessuto. Molti uomini non vestono abiti tradizionali. Un'importante distinzione culturale è la piccola comunità o villaggio, ognuno dei quali è un'unità socio-culturale distinta, con il suo proprio territorio, il proprio dialetto, l'abbigliamento e molto basati sulla parentela. Questo legame intra-comunitario è più forte del legame etnico. Queste comunità sono basate su un villaggio principale, da cui dipendono numerose piccole comunità. Spesso si tratta di un'associazione uno a uno con il sistema statale dei comuni. Il capoluogo è il centro politico, religioso e commerciale dell'intera comunità. Questo capoluogo è diviso in due o più quartieri chiamati barrio o calpulli, con le loro proprie autorità ed a volte col proprio santo patrono. Le comunità più conservative mantengono l'ereditarietà della terra tramite linee patriarcali e con un complicato insieme di terminologie parentelari. I sistemi meno tradizionali tendono aed essere più allineati con le pratiche dei Ladini. Nonostante vi siano anche famiglie allargate, il nucleo familiare è solitamente la norma.
La religione tzeltal è un sincretismo di elementi cattolici ed indigeni. Molte cerimonie e feste sono legate ai santi patroni, organizzate da sponsor chiamati "mayordomos" con assistenti chiamati "alfereces". I mayordomos incaricati delle cerimonie sono spesso i responsabili di numerosi affari secolari dei villaggi. Questi rituali seguono un ciclo annuale. Lo sciamanesimo e le pratiche magiche sono ancora utilizzati. La cosmologia dei Tzeltal è basata sul concetto dell'interazione tra il corpo, la mente e lo spirito di una persona, e sulla sua interazione con la comunità, il mondo ed il soprannaturale. Questa cosa influenza enormemente la medicina tradizionale, importante perché è spesso la fonte primaria di trattamento per molti Tzeltal, ed a causa della mancanza di strutture mediche è spesso l'unica a disposizione. Questa cosmologia ascrive elementi magici e religiosi alla relazione tra malattia e salute. La malattia può essere considerata una punizione imposta da santi o dei per il mancato rispetto di leggi comunitarie. Potrebbe però anche essere il frutto di stregonerie operate da qualcuno. Per contrastare entrambe, vi sono particolari riti. Dato che la malattia è considerata mancanza di armonia all'interno della persona, o tra la persona ed il mondo/soprannaturale, le cure si focalizzano sul ripristino di questa armonia.

## Economia
L'agricoltura è l'attività base degli tzeltal. Le tradizionali coltivazioni mesoamericane quali mais, fagioli e chili sono le più importanti, ma si trovano anche altre colture quali frumento, manioca, patate dolci, cotone, chayote, alcuni frutti, altri vegetali e caffè. Tra gli animali domestici si trovano maiali, muli, bestiame e pollame. Coloro che abitano in grandi villaggi tendono a specializzarsi in produzioni artigiane, la cui sovraproduzione viene venduta nei mercati regionali. Questo sistema è legato al più ampio sistema economico messicano. L'artigianato è svolto soprattutto da donne con i telai creano tessuti decorati con disegni maya. Per le donne gli oggetti più prodotti sono i huipil, le magliette e tovaglie e tovaglioli, poi usati in casa o venduti. I migliori tessuti sono quelli prodotti a Tenejapa, Pantelhó, Larráinzar e Chenalhó. Per molti tzeltal il ricavato dalle attività agricole ed artigianali non è sufficiente per mantenere le famiglie, per cui molti lavorano come dipendenti.